# Агесси, Фредерик
Фредерик Агесси (фр. Frédéric Aguessy; род. 3 апреля 1956, Париж) — французский пианист.
Окончил Парижскую консерваторию, где занимался у Моник де ла Брюшольри, Пьера Барбизе и Женевьевы Жуа; совершенствовался также под руководством Доминика Мерле. В середине 1970-х гг. выиграл несколько международных конкурсов, увенчав эту серию победой у себя дома в Международном конкурсе Маргерит Лонг и Жака Тибо (1979). С этого началась интенсивная концертная и гастрольная деятельность Агесси.
В репертуаре Агесси — широкий спектр концертов и камерных ансамблей, он не отказывается от участия в не самых привычных составах, исполняя, например, произведения для скрипки, кларнета и фортепиано Дариуса Мийо и Арама Хачатуряна. Из сольных произведений, исполняемых или записанных Агесси, наибольшее внимание привлекла его работа над фортепьянными произведениями Жеана Алена.
Агесси является профессором Руанской консерватории и Американской консерватории в Фонтенбло.